# 瓦兹根·萨尔基相

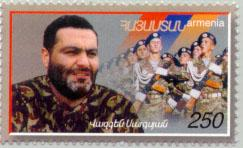
瓦兹根·萨尔基相的纪念邮票

瓦兹根·萨尔基相（發音：[vɑzˈɡɛn sɑɾkʰsˈjɑn]，1959年3月5日—1999年10月27日）亚美尼亚军事指挥官、政治家和作家。 

## 生平
瓦兹根·萨尔基相1959年3月5日出生于前苏联加盟共和国亚美尼亚苏维埃社会主义共和国亞拉拉特州，曾在一个乡村学校担任物理教师，1979年毕业于亚美尼亚国立体育学院。从1983年到1986年他曾担任亞拉拉特州水泥厂共产主义青年团领导人。作为一个业余作家，从1986年到1989年他在首都埃里温宣传部的Garun(春天)文学月刊工作。1980年代后期，亚美尼亚国家动荡，他开始踏入政治生涯。
从1990年起，萨尔基相曾先后担任过亚美尼亚共和国议员、总统国防问题顾问。1992年萨尔基相组织和领导了“Mahapartner”特殊营，参加了纳戈尔诺－卡拉巴赫战争。1992年3月至1993年2月他被任命为国防部长，1995年7月22日至1999年6月10日他再次出任国防部长。
在1999年的议会选举中，萨尔基扬和亚美尼亚前共产党领袖卡连·杰米尔强联合组成了亚美尼亚共和党，并赢得多数，萨尔基扬作为共和党主席出任亚美尼亚总理，杰米尔强出任议会议长。
1999年10月27日，瓦兹根·萨尔基相和议长杰米尔强在议会作证时，3名青年以记者名义进入会议厅，走到前排离总理仅2米处，拿出自动武器向大厅内与会者扫射，当场造成多人受伤。瓦兹根·萨尔基相和杰米尔强当场身亡。同时遇刺身亡的还有副议长巴赫什扬，副议长米罗扬，政府负责日常事务的部长彼得罗相，国家科学院院士、议员科塔尼扬等。
10月31日，亚美尼亚为遇刺身亡的总理萨尔基相和议长杰米尔强等人举行了葬礼。萨尔基相的遗体被送到亚美尼亚军人公墓安葬。
萨尔基相去世后，被追授英雄称号，许多在卡拉巴赫的街道和学校也以他的名字命名，阿拉·列翁尼扬创作了纪念他的歌曲“Sparapet”(“指挥官”)。